# Julius Rockwell
Julius Rockwell, född 26 april 1805 i Colebrook, Connecticut, död 19 maj 1888 i Lenox, Massachusetts, var en amerikansk politiker (whigpartiet).
Rockwell utexaminerades 1826 från Yale College. Han studerade sedan juridik och inledde 1830 sin karriär som advokat i Pittsfield, Massachusetts.
Han var ledamot av USA:s representanthus 1843-1851. Senator Edward Everett avgick 1854 och Rockwell blev utnämnd till USA:s senat. Han tjänstgjorde i senaten fram till 31 januari 1855 och efterträddes av Henry Wilson.
Rockwell var elektor i presidentvalet i USA 1856. Han röstade i elektorskollegiet för republikanen John C. Frémont.
Sonen Francis W. Rockwell var republikansk ledamot av representanthuset 1884-1891.